# Clinohelea bisignata
Clinohelea bisignata är en tvåvingeart som först beskrevs av Jean-Jacques Kieffer 1910.  Clinohelea bisignata ingår i släktet Clinohelea och familjen svidknott. Inga underarter finns listade i Catalogue of Life.